# Towarzystwo Akcyjne Zakładów Elektrotechnicznych inżynier Kazimierz Patzer
Towarzystwo Akcyjne Zakładów Elektrotechnicznych inżynier Kazimierz Patzer w skrócie IKP – przedsiębiorstwo założone w 1903 przez Kazimierza Patzera.

## Początki
Pierwotnie przedsiębiorstwo zajmowało planami elektryfikacji, jednak dość szybko zaczęło się trudnić elektryfikacją (zelektryfikowano wiele ważnych obiektów w tym Belweder, Pałac Saski, Komendę Miasta, papiernie w Jeziornie) i sprzedażą art. do elektryfikacji oraz budową elektrowni przyzakładowych. Utrzymywało oddziały we wszystkich większych miastach Rzeczypospolitej Polskiej.

## Dwudziestolecie międzywojenne
Po I wojnie światowej zamknięto kilka oddziałów, m.in. w Kijowie.
W latach dwudziestych rozpoczęto produkcje rurek izolacyjnych (patent na rurkę izolacyjną do przewodów elektrycznych i łącznik do niej w 1935) oraz gniazdek, bezpieczników, puszek rozgałęźnych, wyłączników i innych artykułów elektrycznych w tym grzewczych.
IKP, posługiwało się logiem składającym się z pogrubionych, wielkich liter „IKP”, wpisanych w okrąg o krawędzi zbliżonej grubością do grubości liter.
W 1929 r. przedsiębiorstwo zatrudniało 170 pracowników i miało oddziały w wielu miastach kraju. Wyroby firmy zostały wyróżnione złotym medalem na PWK w Poznaniu w roku 1929.
Pomimo kryzysu światowego zakład dobrze się rozwijał i wszedł w skład syndykatu skupiającego cztery fabryki o podobnej branży, a Kazimierz Patzer został członkiem zarządu.
Pakiety akcji towarzystwa stopniowo obejmowały dzieci Kazimierza Patzera: Kazimierz Patzer (junior), Nina Patzer, Zofia Patzer i Maria Patzer.
Fabryki IKP położone przy ulicy Leszno 98 spłonęły we wrześniu 1939 r. Podczas okupacji niemieckiej kontynuowano działalność handlową w niezniszczonym oddziale, przy Alejach Jerozolimskich 9 i w okrojonym zakresie – produkcyjną.
Biura IKP spłonęły podczas Powstania Warszawskiego, przedsiębiorstwo czasowo zawiesiło swoją działalność.
W 1945 na bazie częściowo zachowanych magazynów znajdujących się w suterynach przy Alejach Jerozolimskich 9, reaktywowano działalność. Zaczęto odbudowę biur i sklepu. Firmę prowadzili w tym czasie spadkobiercy Kazimierza Patzera: Kazimierz Patzer (junior), Nina Patzer, Zofia Patzer i Maria Patzer.

## Historia najnowsza
Dość szybko okazało się, że prowadzenie działalności w nowej rzeczywistości będzie utrudnione. Kazimierz Patzer (junior) został aresztowany. Firmie odebrano już częściowo odbudowany lokal przy Alejach Jerozolimskich 9. W tym okresie podzielono firmę na trzy niezależne (silnie współpracujące ze sobą) podmioty:
- Firma prowadzona przez Ninę Patzer pozostała przy produkcji wyrobów elektrycznych i grzewczych. Od 1990 do 1996 posługiwała się przedwojennym logem IKP.
- Działalność prowadzona przez Kazimierza Patzera (juniora) została włączona w 1978 do przedsiębiorstwa prowadzonego przez Marię Patzer wraz z jej mężem Jerzym Straussem.
- Działalność prowadzona przez Marię Patzer wraz z jej mężem Jerzym Straussem[5] (współpracującym z IKP już od czasów okupacji), oprócz produkcji artykułów elektrycznych (lamp oświetleniowych, kociołków do laku, czajników elektrycznych) wprowadzona zostaje stopniowo, działalność niezgodna z przedwojennym profilem IKP (galwanizernia, obróbka metali, przetwórstwo tworzyw sztucznych). W 1990 prowadzenie firmy zostaje przekazane jednej z córek Marii i Jerzego, Małgorzacie Dorosz z domu Strauss[6].

Aktualna nazwa to Zakład Produkcyjny POLY Małgorzata Dorosz przedsiębiorstwo posługuje się marką handlową – POLYmedia. Przedsiębiorstwo jest stopniowo restrukturyzowane i wprowadzane są nowe linie produktowe bazujące na zgrzewaniu folii PCW falami wysokiej częstotliwości, druku i poligrafii. Przedsiębiorstwo zatrudnia dziś 60 pracowników. Jest członkiem the PSI (Promotional Product Service Institute), członkiem założycielem PIAP (Polskiej Izby Artykułów Promocyjnych). System zarządzania jest zgodny z normą ISO 9001:2008 i akredytowany przez BSI (The British Standards Institution). Prezentuje swoje wyroby i publikacje na targach książki w Warszawie, tarach branżowych w Warszawie, Poznaniu, Kijowie, Paryżu, Frankfurcie, Düsseldorfie i Amsterdamie.

## Odznaczenia dla IKP
- na Pierwszej Ogólnej Wystawie Budowlanej we Lwowie w roku 1926[3]
- Medal złoty na Powszechnej Wystawie Krajowej w Poznaniu[3]